# Liste von Gewerkschaften in Afrika
Die Liste von Gewerkschaften in Afrika enthält Gewerkschaften und Gewerkschaftsbünde in Afrika nach Ländern alphabetisch geordnet.

## Afrikaübergreifend
- Panafrikanischer Gewerkschaftsbund

## Gewerkschaften in Äthiopien
- Konföderation Äthiopischer Gewerkschaften (Gewerkschaftsbund)

## Gewerkschaften in Algerien
- Union générale des travailleurs algériens (UGTA)

## Gewerkschaften in Angola
- Central Geral de Sindicatos Independentes e Livres de Angola (CGSILA)
- Sindicato Independente dos Marítimos de Angola (SIMA)
- União Nacional de Trabalhadores Angolanos (UNTA)

## Gewerkschaften in Benin
- Confédération des syndicats autonomes du Bénin
- Confédération générale des travailleurs du Bénin
- Union Nationale des Syndicats des travailleurs du Bénin

## Gewerkschaften in Botswana
- Botswana Federation of Trade Union, Dachverband von:
  - Air Botswana Employees' Union
  - Botswana Agricultural Marketing Board Workers' Union
  - Botswana Bank Employees' Union
  - Botswana Beverages & Allied Workers' Union
  - Botswana Central Bank Staff Union
  - Botswana Commercial & General Workers' Union
  - Botswana Construction Workers' Union
  - Botswana Diamond Sorters & Valuators' Union
  - Botswana Hotel Travel & Tourism Workers' Union
  - Botswana Housing Corporation Staff Union
  - Botswana Institute of Development Management Workers' Union
  - Botswana Manufacturing & Packaging Workers' Union
  - Botswana Meat Industry Workers' Union
  - Botswana Mining Workers' Union
  - Botswana National Development Bank Staff Union
  - Botswana Postal Services Workers' Union
  - Botswana Power Corporation Workers' Union
  - Botswana Private Medical & Health Services Workers' Union
  - Botswana Railways Amalgamated Workers' Union
  - Botswana Saving Bank Employees' Union
  - Botswana Telecommunication Employees' Union
  - Botswana Vaccine Institute Staff Union
  - Botswana Wholesale, Furniture & Retail Workers' Union
  - National Amalgamated Central, Local & Parastatal Manual Workers' Union
  - Rural Industry Promotions Company Workers' Union
  - University of Botswana Non-Academic Staff Union

## Gewerkschaften in Burkina Faso
- Confédération Nationale des Travailleurs du Burkina
- Organisation Nationale des Syndicats Libres
- Confédération Syndicale Burkinabé

## Gewerkschaften in Burundi
- Confédération des Syndicats du Burundi

## Gewerkschaften in der Elfenbeinküste
- Centrale des Syndicats Libres de Côte d’Ivoire
- Fedération des Syndicats Autonomes de Côte d’Ivoire
- Union Générale des Travailleurs de Côte d’Ivoire

## Gewerkschaften in Dschibuti
- Union Générale des Travailleurs de Djibouti
- Union Djiboutienne du Travail

## Gewerkschaften in Eritrea
- Nationale Konföderation eritreischer Arbeiter (NKEA)

## Gewerkschaften in Gabun
- Confédération Gabonaise des Syndicats Libres

## Gewerkschaften in Gambia
- Gambia Amalgamated Trade Union
- Bathurst Trade Union
- Gambia Labour Union
- Gambia Motor Drivers and Mechanics Union
- Motor Drivers’ and Mechanics’ Union
- Gambia Press Union
- Red International of Labour Union
- Gambia Teachers’ Union
- Gambia Workers’ Union
- Gambian Workers’ Confederation

## Gewerkschaften in Ghana
- Ghana Federation of Labour (GFL) (Gewerkschaftsbund)
- Trades Union Congress of Ghana
- National Consultative Forum of Ghana Labour
- People’s/Workers’ Defence Committee (PWDC)
- Association of Labour Unions (ALU)

## Gewerkschaften in Guinea
- Confédération Nationale des Travailleurs de Guinée (CNTG) (Konföderation der Arbeiter Guineas)
- Union Générale des Travailleurs de Guinée
- Organisation Nationale des Syndicats Libres de Guinée
- Union Syndicale des Travailleurs de Guinée

## Gewerkschaften in Guinea-Bissau
- União Nacional dos Trabalhadores de Guiné

## Gewerkschaften in Kamerun
- Confédération Syndicale des Travailleurs du Cameroun
- General Confederation of Free Workers of Cameroon
- Union des Syndicats Libres du Cameroun

## Gewerkschaften in Kap Verde
- Conferência Cabo-Verdiana de Sindicatos Livres
- Uniao Nacional dos Trabalhadores de Cabo verde - Central Sindical

## Gewerkschaften in Kenia
- Central Organization of Trade Unions

## Gewerkschaften in der Republik Kongo
- Confédération Syndicale des Travailleurs du Congo
- Confédération Syndicale du Congo
- Confédération des Syndicats Libres Autonomes du Congo
- Confédération Syndicale Congolaise

## Gewerkschaften in der Demokratischen Republik Kongo
- Confédération Générale du Travail du Congo
- Confédération Démocratique du Travail
- Union Nationale des Travailleurs du Congo

## Gewerkschaften in Lesotho
- Congress of Lesotho Trade Unions
- Lesotho Congress of Democratic Unions
- Lesotho Trade Union Congress

## Gewerkschaften in Libyen
- National Trade Unions’ Federation

## Gewerkschaften in Madagaskar
- Sendika Kristianina Malagasy
- Fivondronamben'ny Mpiasa Malagasy
- Union des Syndicats Autonomes de Madagascar

## Gewerkschaften in Malawi
- Malawi Congress of Trade Unions

## Gewerkschaften in Mali
- Union Nationale des Travailleurs du Mali
- Confédération Syndicale des Travailleurs du Mali

## Gewerkschaften in Marokko
- Confédération Démocratique du Travail
- Fédération Démocratique du Travail
- Union Générale des Travailleurs du Maroc
- Union Marocaine du Travail
- Union Nationale Marocaine du Travail

## Gewerkschaften in Mauretanien
- Confédération Libre des Travailleurs de Mauritanie
- Confédération Générale des Travailleurs de Mauritanie
- Union des Travailleurs de Mauritanie

## Gewerkschaften in Mauritius
- Federation of Civil Service Unions
- Federation of Progressive Unions
- Mauritius Labour Congress
- Mauritius Trade Union Congress
- National Trade Unions Confederation
- Organization of Artisans’ Unity
- Local Authorities Employees Union
- Confederation of Independent Trade Union

## Gewerkschaften in Mosambik
Siehe: Liste der Gewerkschaften Mosambiks

## Gewerkschaften in Namibia
Siehe: Liste der Gewerkschaften in Namibia

## Gewerkschaften in Niger
- Confédération Démocratique des Travailleurs du Niger
- Union Général des Travailleurs Nigériens
- Confédération Nigérienne du Travail
- Union des Syndicats des Travailleurs du Niger

## Gewerkschaften in Nigeria
- Nigeria Labour Congress
- Nigeria Union of Teachers
- Academic Staff Union of Universities
- National Union Air Transport Employee
- Air Transport Services Senior Staff Association of Nigeria (ATSSSAN)
- Trade Union Congress of Nigeria, (TUC)

## Gewerkschaften in Ruanda
- Trade Union Centre of Workers of Rwanda
- Union of Workers in Industry, Garages, Construction Firms, Mines and Printers

## Gewerkschaften in Sambia
- Zambia Congress of Trade Unions, Dachverband von:
  - Hotel Catering Workers Union of Zambia
  - National Union of Commercial and Industrial Workers
  - National Union of Plantation & Agricultural Workers
  - Food and Canning Workers Union
  - Winding Engine Workers Union
  - Mine Workers Union (erste Gewerkschaft Sambias, gegründet 1949)
  - Worker Union of Tazara
  - Railway Workers Union of Zambia
  - National Energy Sector and Allied Workers Union
  - Electricity Workers Union
  - National Union of Public Service Workers
  - Civil Servants and Allied Workers Union of Zambia
  - Zambia United Local Authority Workers Union
  - Copperbelt University Workers Union
  - University of Zambia and Allied Workers Union
  - Zambia National Union of Teachers
  - Zambia Union of Journalists
  - National Union of Communication Workers
  - Zambia Typographical and Allied Workers Union

## Gewerkschaften in São Tomé und Príncipe
- União Geral dos Trabalhadores de São Tomé and Príncipe
- Organizaçâo Nacional dos Trabalhadores de São Tomé and Príncipe - Central Sindical

## Gewerkschaften im Senegal
- Union démocratique des travailleurs de Dakar Dem Dikk
- Union Démocratique des Travailleurs de Sénégal
- Confédération Nationale des Travailleurs Sénégalais
- Union Nationale des Syndicats Autonomes de Sénégal

## Liste der Gewerkschaften Sierra Leones
- Sierra Leone Labour Congress
- Sierra Leone Confederation of Trade Unions

## Gewerkschaften in Simbabwe
- African Trade Union Congress
- Zimbabwe Congress of Trade Unions

## Gewerkschaften in Südafrika
- Association of Mineworkers and Construction Union (AMCU)
- Congress of South African Trade Unions (Gewerkschafts-Dachverband). Mitgliedsgewerkschaften:
  - Chemical, Energy, Paper, Printing, Wood and Allied Workers’ Union (CEPPWAWU)
  - South African Commercial, Catering and Allied Workers Union (SACCAWU)
  - Communication Workers Union (CWU)
  - Southern African Clothing and Textile Worker’s Union (SACTWU)
  - Food and Allied Workers Union (FAWU)
  - South African Democratic Nurses’ Union (SADNU)
  - Democratic Nursing Organisation of South Africa (DENOSA)
  - South African Democratic Teachers Union (SADTU)
  - Musicians Union of South Africa (MUSA)
  - South African Football Players Union (SAFPU)
  - National Education, Health and Allied Workers’ Union (NEHAWU)
  - South African Medical Association (SAMA)
  - National Union of Mineworkers (NUM)
  - South African Municipal Workers’ Union (SAMWU)
  - National Union of Metalworkers of South Africa (NUMSA)
  - South African State and Allied Workers’ Union (SASAWU)
  - Performing Arts Workers’ Equity (PAWE)
  - SASBO - The Finance Union
  - Police and Prisons Civil Rights Union (POPCRU)
  - South African Transport and Allied Workers Union (SATAWU)
  - South African Agricultural Plantation and Allied Workers Union (SAAPAWU)
- Federation of Unions of South Africa
  - Health & Other Services Personnel Trade Union of South Africa
  - Independent Municipal & Allied Trade Union
  - Public Servants Association of South Africa
  - United Association of South Africa
- National Council of Trade Unions

## Gewerkschaften im Sudan
- Sudanese Workers’ Trade Union Federation

## Gewerkschaften in Eswatini
- Swaziland Federation of Trade Unions

## Gewerkschaften in Tansania
- Trade Union' Congress of Tanzania
- Zanzibar Trade Union Congress

## Gewerkschaften in Togo
- Confédération Nationale des Travailleurs du Togo
- Union Nationale des Syndicats Indepéndants du Togo
- Confédération Syndicale des Travailleurs du Togo

## Gewerkschaften in Tschad
- Confédération Libre des Travailleurs du Tchad
- Union des Syndicats du Tchad

## Gewerkschaften in Tunesien
- Union Générale Tunisienne du Travail (UGTT)

## Gewerkschaften in Uganda
- National Organization of Trade Unions,
- Central Organisation of Free Trade Unions, Uganda (COFTU)

## Gewerkschaften in der Zentralafrikanischen Republik
- Confédération Syndicale des Travailleurs de Centrafrique
- Confédération Nationale des Travailleurs de Centrafrique
- Union Syndicale des Travailleurs de Centrafrique